# 東山本新町
東山本新町（ひがしやまもとしんまち）は、大阪府八尾市の地名。現行行政地名は東山本新町一丁目から東山本新町九丁目。住居表示は実施済み。
現住所表記に変更される前の大字万願寺だった地域の南半分（現在の1 - 7丁目）および大字服部川の西の一部（8丁目、9丁目）地域からなる。

## 歴史概要
令制国一覧 > 畿内 > 河内国 > 高安郡 > 万願寺村、服部川村

## 地理
八尾市の中央部に程近い近鉄河内山本駅の南東に位置し、近鉄大阪線の東と近鉄信貴線の南、大阪外環状線の西に囲まれた地域である。この辺りは厳密には高安の一地域であるが、山本駅に近く、駅周辺を含めたいわゆる山本地域に包括される。
旧：大字万願寺のうち、近鉄信貴線より南、大字服部川のいちばん西側の地域であり、かつては田畑ばかりで集落の無かった地域だったが、現在はほとんどが住宅地として開発されている。また、府道大阪港八尾線（旧：服部川久宝寺線）沿道は商業施設が多い。地域の中央を南から北へ恩智川が南北に流れている。

## 世帯数と人口
2020年（令和2年）3月31日現在（八尾市発表）の世帯数と人口は以下の通りである。
| 丁目             | 世帯数    | 人口    |
| ---------------- | --------- | ------- |
| 東山本新町一丁目 | 349世帯   | 719人   |
| 東山本新町二丁目 | 364世帯   | 671人   |
| 東山本新町三丁目 | 247世帯   | 536人   |
| 東山本新町四丁目 | 243世帯   | 509人   |
| 東山本新町五丁目 | 225世帯   | 501人   |
| 東山本新町六丁目 | 317世帯   | 661人   |
| 東山本新町七丁目 | 160世帯   | 369人   |
| 東山本新町八丁目 | 516世帯   | 1,133人 |
| 東山本新町九丁目 | 176世帯   | 421人   |
| 計               | 2,597世帯 | 5,520人 |

### 人口の変遷
国勢調査による人口の推移。
| 1995年（平成7年）  | 7,194人 | [ 6 ]  |  |
| 2000年（平成12年） | 6,756人 | [ 7 ]  |  |
| 2005年（平成17年） | 6,278人 | [ 8 ]  |  |
| 2010年（平成22年） | 6,005人 | [ 9 ]  |  |
| 2015年（平成27年） | 5,614人 | [ 10 ] |  |

### 世帯数の変遷
国勢調査による世帯数の推移。
| 1995年（平成7年）  | 2,439世帯 | [ 6 ]  |  |
| 2000年（平成12年） | 2,393世帯 | [ 7 ]  |  |
| 2005年（平成17年） | 2,428世帯 | [ 8 ]  |  |
| 2010年（平成22年） | 2,371世帯 | [ 9 ]  |  |
| 2015年（平成27年） | 2,324世帯 | [ 10 ] |  |

## 学区
市立小・中学校に通う場合、学区は以下の通りとなる（2020年5月時点）。
| 丁目             | 番   | 小学校               | 中学校             |
| ---------------- | ---- | -------------------- | ------------------ |
| 東山本新町一丁目 | 全域 | 八尾市立高安西小学校 | 八尾市立曙川中学校 |
| 東山本新町二丁目 | 全域 | 八尾市立高安西小学校 | 八尾市立曙川中学校 |
| 東山本新町三丁目 | 全域 | 八尾市立高安西小学校 | 八尾市立曙川中学校 |
| 東山本新町四丁目 | 全域 | 八尾市立高安西小学校 | 八尾市立曙川中学校 |
| 東山本新町五丁目 | 全域 | 八尾市立高安西小学校 | 八尾市立曙川中学校 |
| 東山本新町六丁目 | 全域 | 八尾市立高安西小学校 | 八尾市立曙川中学校 |
| 東山本新町七丁目 | 全域 | 八尾市立高安西小学校 | 八尾市立曙川中学校 |
| 東山本新町八丁目 | 全域 | 八尾市立高安西小学校 | 八尾市立曙川中学校 |
| 東山本新町九丁目 | 全域 | 八尾市立高安西小学校 | 八尾市立曙川中学校 |

## 事業所
2016年（平成28年）現在の経済センサス調査による事業所数と従業員数は以下の通りである。
| 丁目             | 事業所数  | 従業員数 |
| ---------------- | --------- | -------- |
| 東山本新町一丁目 | 21事業所  | 115人    |
| 東山本新町二丁目 | 9事業所   | 35人     |
| 東山本新町三丁目 | 19事業所  | 288人    |
| 東山本新町四丁目 | 7事業所   | 19人     |
| 東山本新町五丁目 | 4事業所   | 20人     |
| 東山本新町六丁目 | 9事業所   | 23人     |
| 東山本新町七丁目 | 3事業所   | 22人     |
| 東山本新町八丁目 | 23事業所  | 256人    |
| 東山本新町九丁目 | 11事業所  | 92人     |
| 計               | 106事業所 | 870人    |

## 施設
東山本新町
- 八尾自由協会グレース大聖堂、G・Mセンター（2丁目）
- ミキハウススポーツスタジアム（8丁目）

## その他

### 日本郵便
- 郵便番号 : 581-0866[2]（集配局：八尾郵便局[13]）。

## 脚註
1. 1 2 3  “町丁字別人口・世帯数（令和2年3月末日現在）”.   八尾市 (2020年4月9日). 2020年5月6日閲覧。
2. 1 2  “東山本新町の郵便番号”.  日本郵便. 2019年8月15日閲覧。
3. ↑  “市外局番の一覧”.   総務省. 2019年6月24日閲覧。
4. ↑  “住居表示の実施区域一覧”.   八尾市 (2014年5月19日). 2020年5月6日閲覧。
5. ↑  平凡社 大阪府の地名II（ISBN 4-582-49028-X）1016ページ、1020ページ
6. 1 2  “平成7年国勢調査の調査結果(e-Stat) - 男女別人口及び世帯数 －町丁・字等”.   総務省統計局 (2014年3月28日). 2019年8月16日閲覧。
7. 1 2  “平成12年国勢調査の調査結果(e-Stat) - 男女別人口及び世帯数 －町丁・字等”.   総務省統計局 (2014年5月30日). 2019年8月16日閲覧。
8. 1 2  “平成17年国勢調査の調査結果(e-Stat) - 男女別人口及び世帯数 －町丁・字等”.   総務省統計局 (2014年6月27日). 2019年8月16日閲覧。
9. 1 2  “平成22年国勢調査の調査結果(e-Stat) - 男女別人口及び世帯数 －町丁・字等”.   総務省統計局 (2012年1月20日). 2019年8月16日閲覧。
10. 1 2  “平成27年国勢調査の調査結果(e-Stat) - 男女別人口及び世帯数 －町丁・字等”.   総務省統計局 (2017年1月27日). 2019年8月16日閲覧。
11. ↑  “住所からの校区一覧”.   八尾市. 2020年5月6日閲覧。
12. ↑  “平成28年経済センサス－活動調査 / 事業所に関する集計 産業横断的集計 都道府県別結果”.   総務省統計局 (2018年6月28日). 2019年10月23日閲覧。
13. ↑  “郵便番号簿 2019年度版” (PDF).   日本郵便. 2019年11月4日閲覧。